# Adelmannschloss

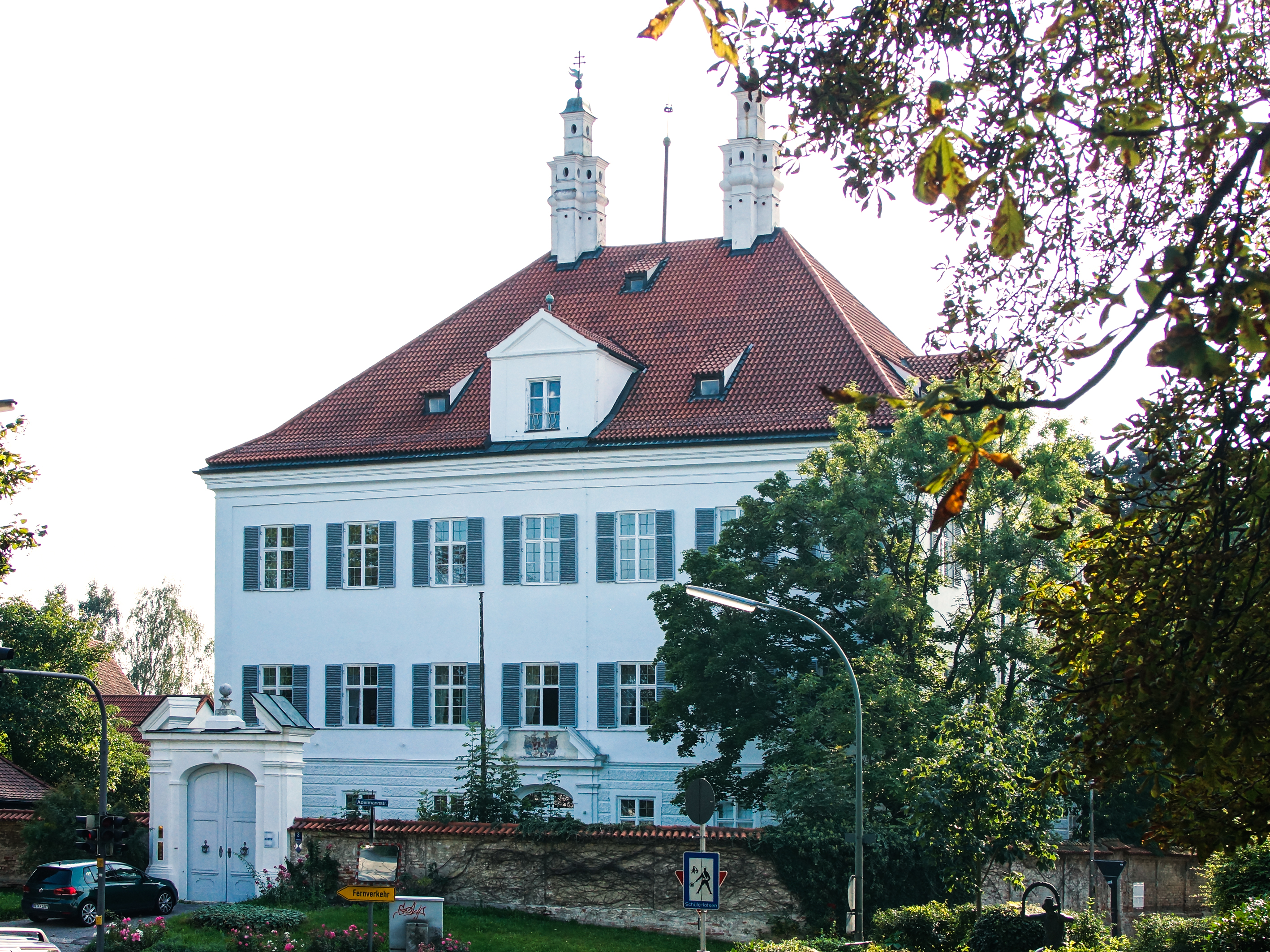
Außenansicht des Adelmannschlosses

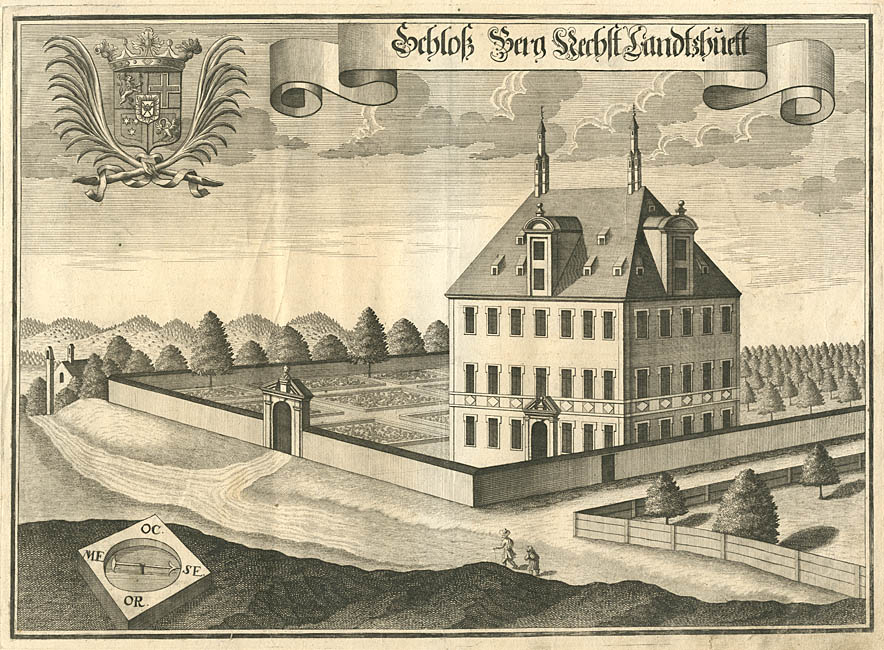
Historische Ansicht auf einem Kupferstich von Michael Wening (1723)

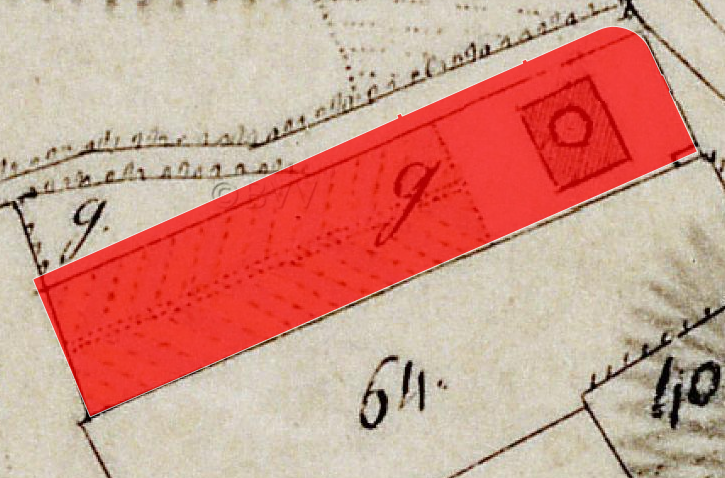
Lageplan des Adelmannschlosses auf dem Urkataster von Bayern

Das Adelmannschloss im Stadtteil Berg von Landshut in Niederbayern ist ein ehemaliges Hofmarkschloss, welches sich im Laufe der Zeit im Besitz verschiedener Adelsfamilien befand, zuletzt der namensgebenden Adelmann von Adelmannsfelden. Es ist unter der Aktennummer D-2-61-000-566 als Baudenkmal verzeichnet. Die Anlage wird ferner als Bodendenkmal unter der Aktennummer D-2-7438-0394 mit der Beschreibung „untertägige mittelalterliche und neuzeitliche Befunde und vermutlich Vorgängerbauten des sog. Adelmannschlösschens“ geführt.

## Geschichte
Bereits vor der Erbauung des heutigen Schlosses bestand in Berg ob Landshut ein Schlösschen, welches 1564 nach Bauakten der Jesuiten im Besitz von Adam Karl Khempinski, Richter zu Dorfen, war. Dort wohnten zur damaligen Zeit zahlreiche Bedienstete der Burg Trausnitz. Außerdem waren sämtliche Bewohner der Hofmark Berg für die nächtliche Bewachung der Burg zuständig. 1682 wurde die Hofmark Berg an Johann Baptist Freiherrn von Leyden übertragen, welcher das heute noch bestehende Schloss errichtete. Nach dem Tod von dessen Sohn Joseph Maria Freiherr von Leyden im Jahre 1733 ging der Besitz an Bernhard Lorenz von Chlingensperg über. Sein Erbe war der Neffe Josef Maria von Chlingensperg, der 1811 verstarb. Dessen Sohn Joseph von Chlingensperg war der letzte Inhaber der Hofmark Berg. Er verstarb 1837 und hinterließ seine Tochter Sophie, welche noch im selben Jahr Klemens Graf von Adelmann auf Adelmannsfeld heiratete. Dieser starb 1886, die Witwe lebte noch bis zu ihrem Tod 1911 in dem Schloss, das dann verwaiste, da sich der Sohn Gustav Graf von Adelmann kaum um das Anwesen kümmerte.
1935 wurde es von der Stadt Landshut erworben, die darin ein Hilfskrankenhaus einrichten wollte. Zu diesem Zweck waren aufwändige Sanierungsmaßnahmen der zum Teil baufällig gewordenen Substanz nötig. Dabei wurde auch die ursprüngliche Raumaufteilung aufgegeben. 1940 konnte das Hilfskrankenhaus eröffnet werden, welches das Städtische Krankenhaus in der Ländgasse entlasten sollte. Die Klinik bestand bis zur Einrichtung des neuen Städtischen Krankenhauses an der Robert-Koch-Straße im Jahr 1965. Daraufhin war es wenige Jahre im Besitz der Bundeswehr, bevor die Stadt Landshut 1975 ein Kunstmuseum einrichtete. Zwischen 2006 und 2008 wurde das Schloss an einen privaten Investor verkauft. 2011 konnten umfassende Sanierungsmaßnahmen beendet werden, bei denen in enger Abstimmung mit dem Bayerischen Landesamt für Denkmalpflege die ursprüngliche Raumaufteilung und wertvolle Teile der barocken Ausstattung wieder hergestellt wurden.

## Beschreibung
Das Schloss ist ein stattlicher dreigeschossiger Walmdachbau mit zwei türmchenartigen Kaminen. Der Barockbau besitzt auf der langen Seite sieben Fensterachsen, auf der kurzen Seite fünf. Der Schlossgarten ist von einer Backsteinmauer umgeben. Auf einem Kupferstich von Michael Wening aus dem frühen 18. Jahrhundert sind bereits das Schloss und die Einfriedung in der heutigen Form zu sehen.